# القفل (حجة)

تعديل مصدري - تعديل

القفل هي إحدى قرى عزلة جبل عيان بمديرية حجة التابعة لمحافظة حجة، بلغ تعداد سكانها 207 نسمة حسب تعداد اليمن لعام 2004.